# Mertensia oblongifolia
Mertensia oblongifolia är en strävbladig växtart som först beskrevs av Thomas Nuttall, och fick sitt nu gällande namn av George Don jr. Mertensia oblongifolia ingår i släktet fjärvor, och familjen strävbladiga växter. Inga underarter finns listade i Catalogue of Life.

## Bildgalleri

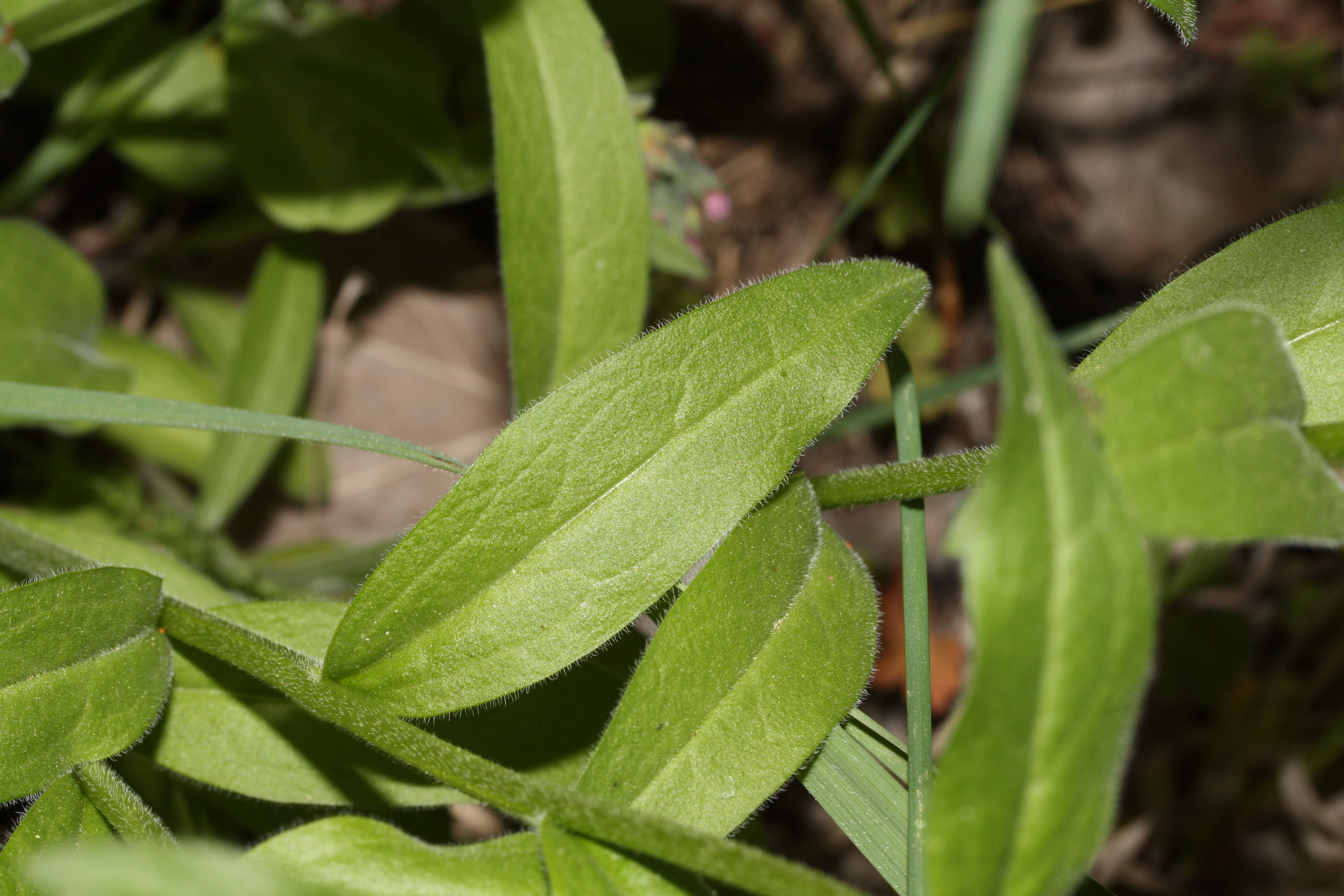
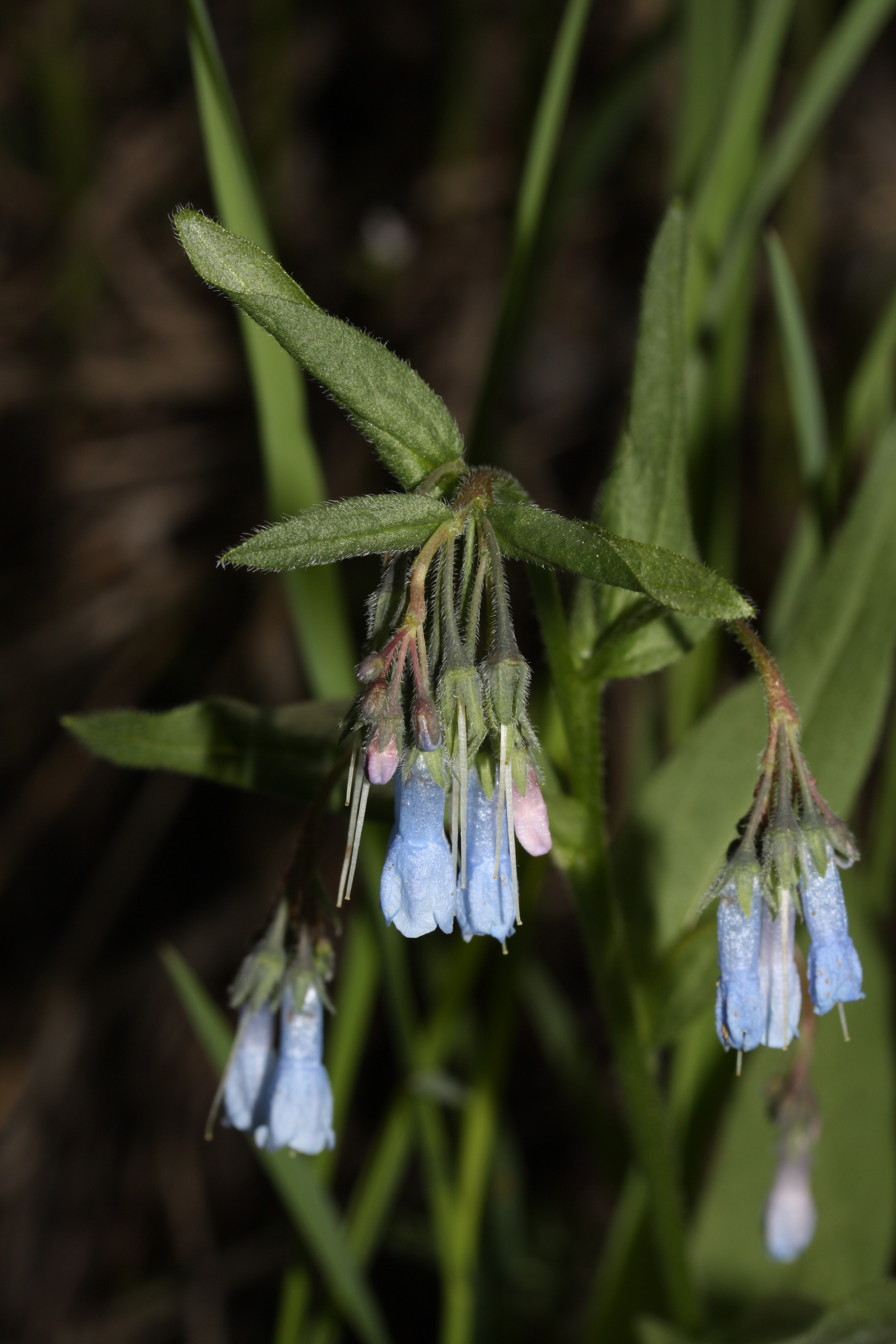
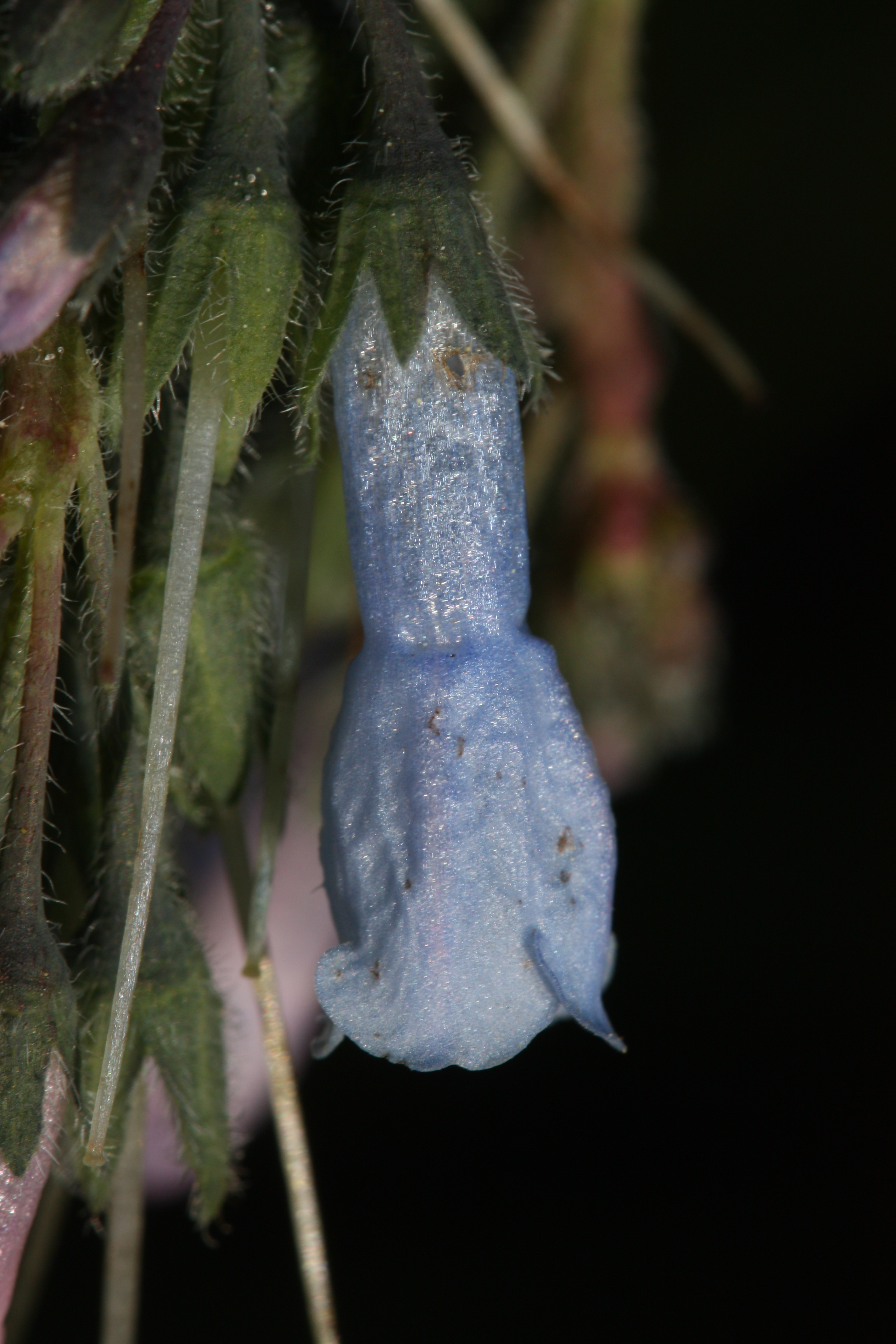
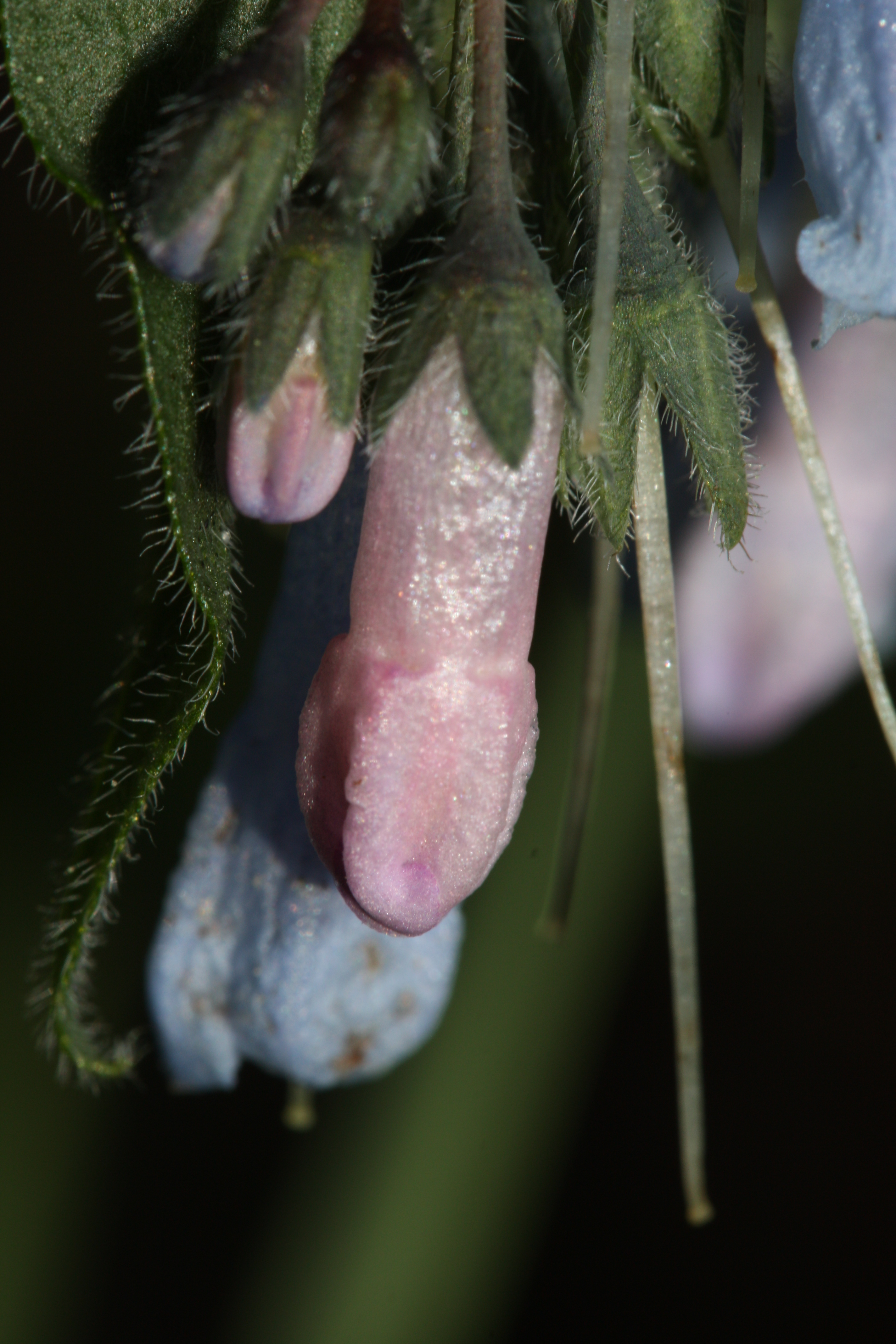
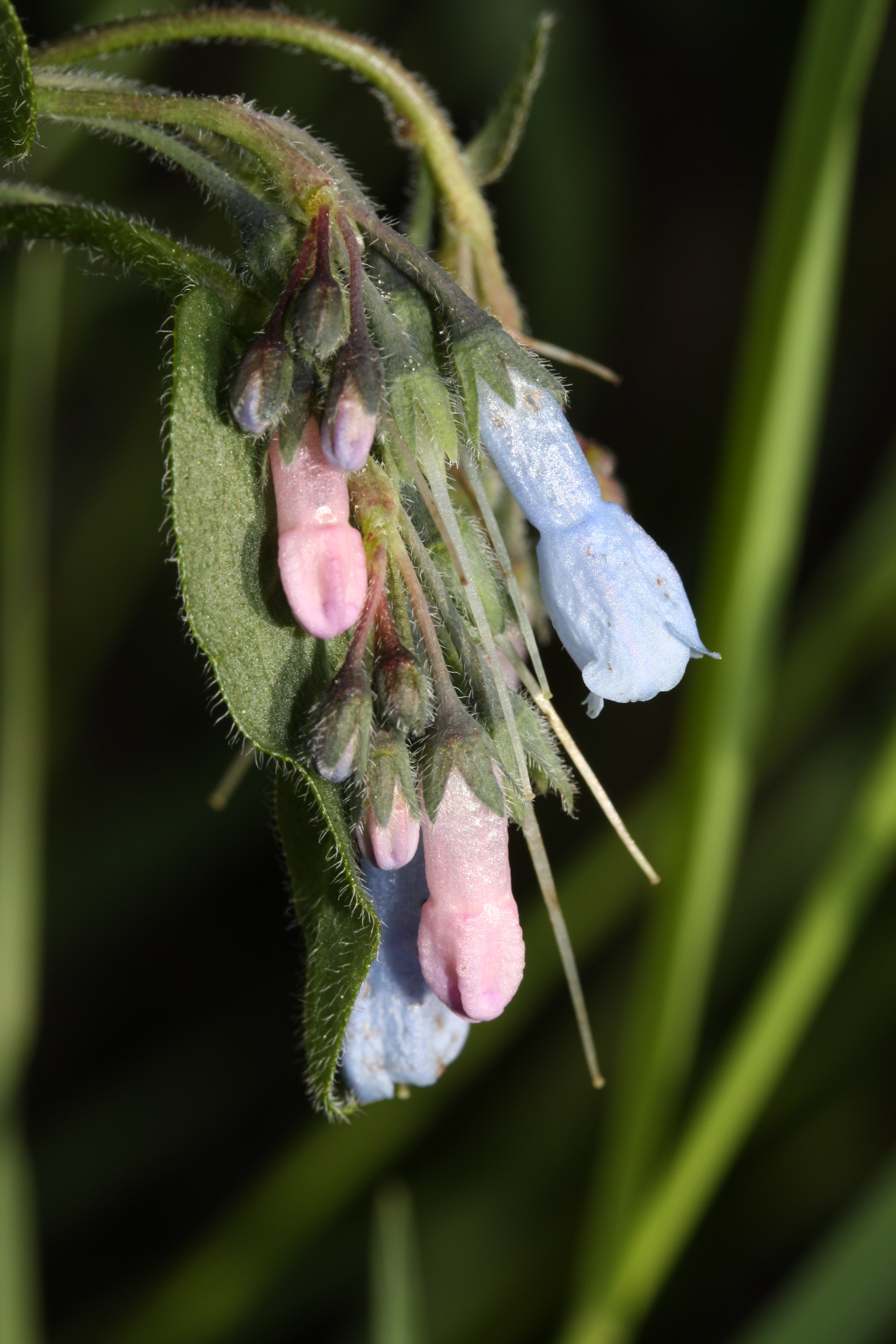
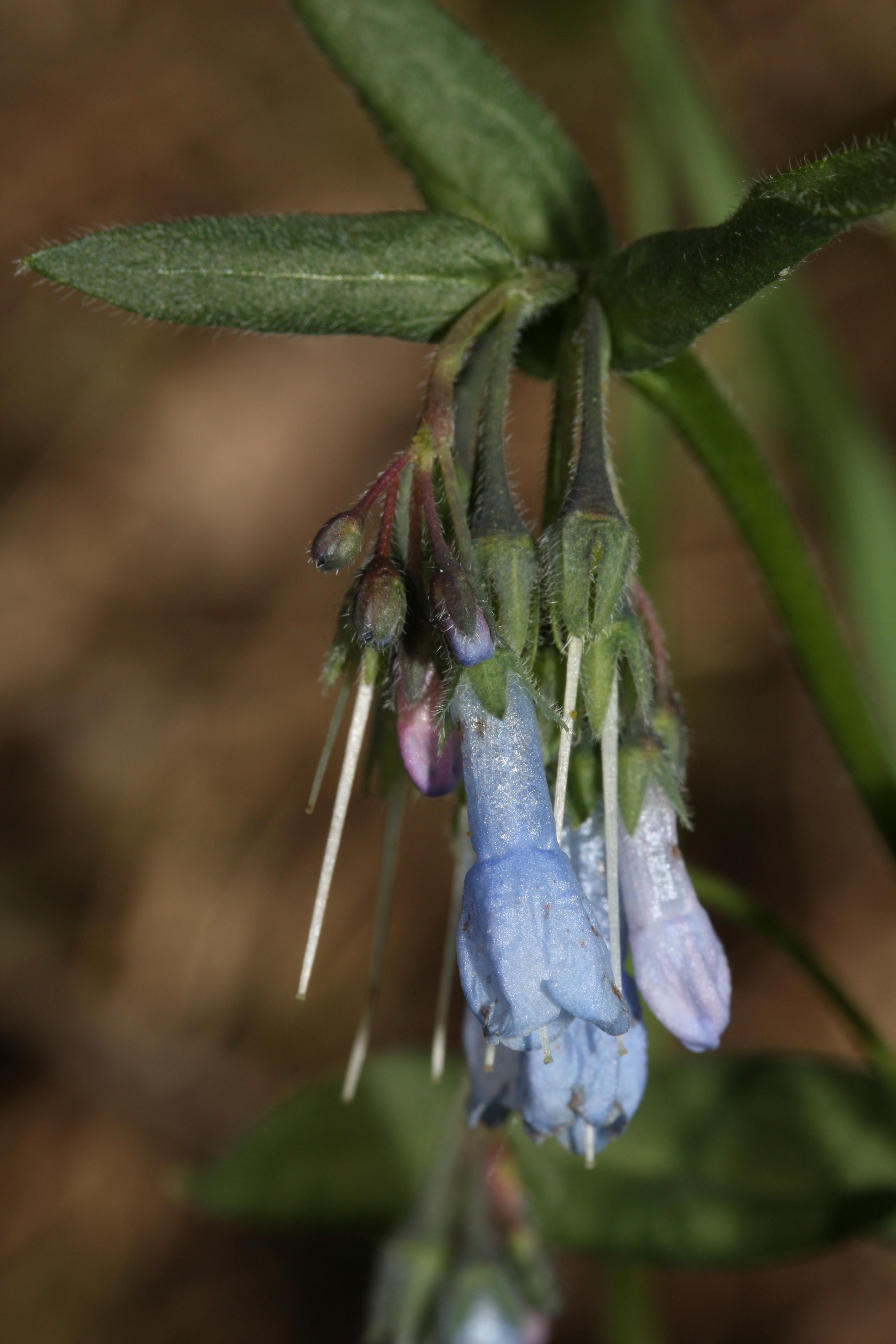